# Copa das Confederações da CAF de 2012 - Fases de Qualificação
Esta página apresenta os sumários das partidas das fases preliminares classificatórias para a fase de grupos da Copa das Confederações da CAF de 2012.
O calendário da competição foi apresentado em Outubro de 2011 e o sorteio para as três rodadas preliminares foi realizada no Cairo em 9 de dezembro de 2011.

## Fase Preliminar
Esta fase é composta por 32 equipes.
1º Jogo: 11–13 Fevereiro de 2012; 2º Jogo: 2–4 Março de 2012.
| 19 de fevereiro de 2012 | Dragons    | 1 – 0     | Étoile Filante | Stade Charles de Gaulle, Porto-Novo |
| 16:00 UTC+1             | Zinaba 67' | Relatório |                | Árbitro: GHA William Agbovi         |

| 3 de março de 2012 | Étoile Filante        | 2 – 0     | Dragons | Stade du 4-Août, Ouagadougou   |
| 14:00 UTC+0        | Sanfo 68' · Yédan 76' | Relatório |         | Árbitro: ALG Mehdi Abid-Charef |

Étoile Filante venceu por 2–1 no placar agregado e avançou para a primeira fase.
|  | Nania | w/o | FC Séquence |  |
|  |       |     |             |  |

FC Séquence avançou para a primeira fase após a desistência da equipe do Nania.
| 18 de fevereiro de 2012 | Union Douala | 1 – 0     | FC Kallon | Stade de la Réunification, Douala |
| 15:00 UTC+1             | Babanda 75'  | Relatório |           | Árbitro: MAR Mounir Mabrouk       |

| 3 de março de 2012 | FC Kallon               | 2 – 0     | Union Douala | National Stadium, Freetown      |
| 16:30 UTC+0        | Kallon 41' · Kamara 46' | Relatório |              | Árbitro: GUI Aboubacar Bangoura |

FC Kallon venceu por 2–1 no placar agregado e avançou para a primeira fase.
| 18 de fevereiro de 2012 | Black Leopards | 1 – 1     | Motor Action   | Peter Mokaba Stadium, Polokwane |
| 15:00 UTC+2             | Xakane 72'     | Relatório | Moyo 84' (pên) | Árbitro: ZAM Bernard Chabala    |

| 4 de março de 2012 | Motor Action | 0 – 2     | Black Leopards   | Rufaro Stadium, Harare      |
| 15:00 UTC+2        |              | Relatório | Mongalo 43', 49' | Árbitro: SWZ Simanga Nhleko |

Black Leopards venceu por 3–1 no placar agregado e avançou para a primeira fase.
| 18 de fevereiro de 2012 | Red Arrows | 0 – 0     | Royal Leopards | Nkoloma Stadium, Lusaka      |
| 16:00 UTC+2             |            | Relatório |                | Árbitro: ZIM Norman Matemera |

| 3 de março de 2012 | Royal Leopards | 1 – 0     | Red Arrows | Mavuso Sports Centre, Manzini |
| 16:00 UTC+3        | Steenkamp 61'  | Relatório |            | Árbitro: LES Sentso Mohau     |

Royal Leopards venceu por 1–0 no placar agregado e avançou para a primeira fase.
| 18 de fevereiro de 2012 | AS Mangasport | 0 – 1     | Saint-George SA | Stade Henri Sylvoz, Moanda |
| 15:00 UTC+1             |               | Relatório | Girma 33'       | Árbitro: STP Aurelio Leite |

| 3 de março de 2012 | Saint-George SA                 | 4 – 0     | AS Mangasport | Addis Ababa Stadium, Addis Ababa |
| 16:00 UTC+3        | Girma 10', 12', 89' · Tbebu 57' | Relatório |               |                                  |

Saint-George SA venceu por 5–0 no placar agregado e avançou para a primeira fase.
| 18 de fevereiro de 2012 | Kiyovu Sports   | 1 – 1     | Simba        | Stade Régional Nyamirambo, Kigali |
| 15:30 UTC+2             | Ndayishmiye 12' | Relatório | Kazimoto 11' | Árbitro: BDI Thierry Nkurunziza   |

| 4 de março de 2012 | Simba          | 2 – 1     | Kiyovu Sports | Benjamin Mkapa National Stadium, Dar es Salaam |
| 16:00 UTC+3        | Sunzu 19', 32' | Relatório | Mayanja 79'   | Árbitro: SOM Wiish Yabarow                     |

Simba venceu por 3–2 no placar agregado e avançou para a primeira fase.
| 18 de fevereiro de 2012 | Ferroviário de Maputo             | 3 – 0     | Gor Mahia | Estádio do Zimpeto, Maputo |
| 19:00 UTC+2             | Baugue 4' · Nzili 59' · Diogo 85' | Relatório |           | Árbitro: MWI Kalyoto Ngosi |

| 10 de março de 2012 | Gor Mahia | 0 – 1     | Ferroviário de Maputo | Nyayo National Stadium, Nairobi     |
| 16:00 UTC+3         |           | Relatório | Pilale 30'            | Árbitro: MAD Hubert Andriamiharisoa |

Nota: Segundo jogo adiado para 10 de março devido a solicitação da equipe do Ferroviário de Maputo.
Ferroviário de Maputo venceu por 4–0 no placar agregado e avançou para a primeira fase.
| 18 de fevereiro de 2012 | Séwé Sports | 0 – 1     | Unisport Bafang | Stade Robert Champroux, Abidjan |
| 15:30 UTC+0             |             | Relatório | Alex Nganou 45' | Árbitro: TUN Youssef Essrayri   |

| 3 de março de 2012 | Unisport Bafang | 0 – 0     | Séwé Sports | Stade de la Réunification, Douala |
| 15:00 UTC+1        |                 | Relatório |             | Árbitro: NIG Ibrahim Mamane       |

Unisport Bafang venceu por 1–0 no placar agregado e avançou para a primeira fase.
| 19 de fevereiro de 2012 | AC Léopard            | 2 – 0     | AS Tempête Mocaf | Stade Denis Sassou Nguesso, Dolisie |
| 16:30 UTC+1             | Komara 10', 78' (pên) | Relatório |                  | Árbitro: COD Achille Madila         |

| 4 de março de 2012 | AS Tempête Mocaf                 | 2 – 2     | AC Léopard              | Barthelemy Boganda Stadium, Bangui |
| 15:00 UTC+1        | Kelebona 36' (pên) · Grengou 43' | Relatório | Niamba 38' · Makita 74' | Árbitro: CHA Adam Cordier          |

AC Léopard venceu por 4–2 no placar agregado e avançou para a primeira fase.
| 19 de fevereiro de 2012 | LLB Académic         | 3 – 0     | Atlético Semu | Prince Louis Rwagasore Stadium, Bujumbura |
| 15:00 UTC+2             | Fiston 65', 67', 81' | Relatório |               |                                           |

| 3 de março de 2012 | Atlético Semu | 0 – 2     | LLB Académic                | Nuevo Estadio de Malabo, Malabo |
| 17:00 UTC+1        |               | Relatório | Fiston ?' · Ndayishimiye ?' |                                 |

LLB Académic venceu por 5–0 no placar agregado e avançou para a primeira fase.
| 19 de fevereiro de 2012 | Renaissance FC                   | 2 – 0     | Sahel SC | Stade Omnisports Idriss Mahamat Ouya, N'Djamena |
| 15:00 UTC+1             | Arnaud 45+1' · Ninga Kazimir 48' | Relatório |          | Árbitro: TOG Kokou Djaoupe                      |

| 4 de março de 2012 | Sahel SC    | 2 – 2     | Renaissance FC | Stade Général Seyni Kountché, Niamey |
| 15:00 UTC+1        | ? ?' · ? ?' | Relatório | ? ?' · ? ?'    | Árbitro: NGR Bunmi Ogunkolade        |

Renaissance FC venceu por 4–2 no placar agregado e avançou para a primeira fase.
|  | ADR Desportivo de Mansabá | w/o | Invincible Eleven |  |
|  |                           |     |                   |  |

Invincible Eleven avançou para primeira fase após a desistência da equipe do ADR Desportivo de Mansabá.
| 19 de fevereiro de 2012 | GAMTEL   | 1 – 0     | Casa Sport | Serekunda East Mini-Stadium, Serekunda |
| 16:00 UTC+0             | Sarr 72' | Relatório |            | Árbitro: GNB Fidel Gomes               |

| 4 de março de 2012 | Casa Sport    | 1 – 0     | GAMTEL | Stade Demba Diop, Dakar                      |
| 17:00 UTC+0        | Pape Sané 70' | Relatório |        | Árbitro: CPV Antonio Manuel Fortes Rodrigues |

|  |       | Penalidades |
|  | 3 – 4 |             |

Placar agregado 1–1.  GAMTEL venceu nos pênaltis e avançou para a Primeira Fase.
| 18 de fevereiro de 2012 | Extension Gunners          | 2 – 1     | TANA        | University of Botswana Stadium, Gaborone |
| 19:00 UTC+2             | Ditshupo 85' · Moalosi 87' | Relatório | Claudel 30' | Árbitro: ANG Antonio Muachihuissa Caxala |

| 4 de março de 2012 | TANA                                | 2 – 0     | Extension Gunners | Mahamasina Municipal Stadium, Antananarivo  |
| 14:30 UTC+3        | Rakotondrasoa 4' · Ralaynddimby 31' | Relatório |                   | Árbitro: RSA Victor Miguel de Freitas Gomes |

TANA venceu por 3–2 no placar agregado e avançou para a primeira fase.
| 18 de fevereiro de 2012 | Jamhuri | 0 – 3     | Hwange                                        | Gombani Stadium, Chake-Chake |
| 21:00 UTC+3             |         | Relatório | Chinyengetere 2' · Vimisai 32' · Mungadze 47' |                              |

| 4 de março de 2012 | Hwange                                             | 4 – 1     | Jamhuri  | Colliery Stadium, Hwange   |
| 15:00 UTC+2        | Tavarwisa 25' · Chinyengetere 45' · Mpofu 49', 73' | Relatório | Nuhu 85' | Árbitro: BOT Kutlwano Leso |

Hwange venceu por 7–1 no placar agregado e avançou para a primeira fase.

## Primeira Fase
Esta fase é composta por 32 equipes; As 16 equipes que se classificaram da Fase Preliminar, mais 16 equipes pré-classificadas para esta fase.
1º Jogo: 23–25 de Março de 2011; 2º Jogo: 6–8 de Abril de 2012.
| 24 de março de 2012 | Étoile Filante            | 2 – 2     | ASEC Mimosas           | Stade du 4-Août, Ouagadougou |
| 16:00 UTC+0         | Bambara 25' · Soulama 49' | Relatório | Seri 21' · Diabaté 69' | Árbitro: SEN Ousmane Fall    |

| 6 de abril de 2012 | ASEC Mimosas  | 2 – 0     | Étoile Filante | Stade Félix Houphouët-Boigny, Abidjan |
| 15:30 UTC+0        | Seri 35', 43' | Relatório |                | Árbitro: BEN Crespin Aguidissou       |

ASEC Mimosas venceu por 4–2 no placar agregado e avançou para a segunda fase.
| 23 de março de 2012 | FC Séquence | 0 – 2     | CODM Meknès             | Stade du 28 Septembre, Conacri |
| 16:30 UTC+0         |             | Relatório | Camara 27' · Khlifi 76' |                                |

| 8 de abril de 2012 | CODM Meknès                        | 3 – 0     | FC Séquence | Stade d'Honneur, Meknes         |
| 16:00 UTC+0        | N'Diaye 5', 32' · Eddine 47' (pên) | Relatório |             | Árbitro: EGY Crespin Aguidissou |

CODM Meknès venceu por 5–0 no placar agregado e avançou para a segunda fase.
| 24 de março de 2012 | FC Kallon | 0 – 0     | Warri Wolves | National Stadium, Freetown  |
| 16:30 UTC+0         |           | Relatório |              | Árbitro: MTN Mohamed Hamada |

| 6 de abril de 2012 | Warri Wolves             | 2 – 0     | FC Kallon | Warri Township Stadium, Warri |
| 16:00 UTC+1        | Atulewa 53' · Okoyoh 85' | Relatório |           | Árbitro: CHA Adam Cordier     |

Warri Wolves venceu por 2–0 no placar agregado e avançou para a segunda fase.
| 24 de março de 2012 | Black Leopards                          | 4 – 2     | Saint Eloi Lupopo       | Giyani Stadium, Giyani        |
| 15:00 UTC+2         | Khoza 9', 43' · Obaje 45' · Madimba 52' | Relatório | Oprica 26' · Djunga 62' | Árbitro: ZAM Wellington Kaoma |

| 6 de abril de 2012 | Saint Eloi Lupopo       | 2 – 2     | Black Leopards         | Stade Frederic Kibassa Maliba, Lubumbashi |
| 15:30 UTC+2        | Ngomba 53' · Mpiana 66' | Relatório | Zulu 16' · Nkhatha 90' | Árbitro: ANG Romualdo Do Rasario Baltazar |

Black Leopards venceu por 6–4 no placar agregado e avançou para a segunda fase.
| 24 de março de 2012 | Royal Leopards | 1 – 1     | US Tshinkunku | Mavuso Sports Centre, Manzini   |
| 16:00 UTC+2         | Gama 70'       | Relatório | Lomboto 55'   | Árbitro: MOZ Jose Maria Rachide |

| 7 de abril de 2012 | US Tshinkunku | 1 – 2     | Royal Leopards             | Stade Frederic Kibassa Maliba, Lubumbashi |
| 15:30 UTC+2        | Lomboto 76'   | Relatório | Nxumalo 65' · Mthethwa 80' | Árbitro: CTA Sosthene Ngbokaye            |

Royal Leopards venceu por 3–2 no placar agregado e avançou para a segunda fase.
| 24 de março de 2012 | Saint-George SA | 1 – 1     | Club Africain | Addis Ababa Stadium, Addis Ababa      |
| 16:00 UTC+3         | Bekele 53'      | Relatório | Messaadi 60'  | Árbitro: SUD Badr El Din Abdel Ghadir |

| 7 de abril de 2012 | Club Africain                    | 2 – 0     | Saint-George SA | Stade El Menzah, Tunis      |
| 16:00 UTC+1        | Bechikh 3' · Massaoued 29' (pên) | Relatório |                 | Árbitro: MAR Rédouane Jiyed |

Club Africain venceu por 3–1 no placar agregado e avançou para a segunda fase.
| 25 de março de 2012 | Simba                | 2 – 0     | ES Sétif | Benjamin Mkapa National Stadium, Dar es Salaam |
| 16:00 UTC+3         | Okwi 77' · Sunzu 80' | Relatório |          | Árbitro: RWA Hudu Munyemana                    |

| 6 de abril de 2012 | ES Sétif                        | 3 – 1     | Simba      | Stade 8 Mai 1945, Sétif          |
| 18:00 UTC+1        | Aoudia 34', 46' · Benmoussa 52' | Relatório | Okwi 90+3' | Árbitro: TUN Mohamed Ben Hassana |

3–3 no placar agregado. Simba avançou para a segunda fase pela Regra do gol fora de casa.
| 24 de março de 2012 | Ferroviário de Maputo | 0 – 1     | Al-Ahli Shendi | Estádio da Machava, Maputo |
| 19:00 UTC+2         |                       | Relatório | Ikechukwu 64'  | Árbitro: BOT Joshua Bondo  |

| 8 de abril de 2012 | Al-Ahli Shendi   | 2 – 0     | Ferroviário de Maputo | Shendi Stadium, Shendi |
| 20:00 UTC+3        | Eltayeb 14', 60' | Relatório |                       |                        |

Al-Ahli Shendi venceu por 3–0 no placar agregado e avançou para a segunda fase.
| 24 de março de 2012 | Unisport Bafang | 0 – 0     | Heartland | Stade de la Réunification, Douala |
| 15:30 UTC+1         |                 | Relatório |           | Árbitro: COD Fuengi Claude Ntuntu |

| 8 de abril de 2012 | Heartland            | 2 – 1     | Unisport Bafang | Dan Anyiam Stadium, Owerri |
| 16:00 UTC+1        | Umar 50' · Ogbu 90+' | Relatório | Fardice 79'     | Árbitro: TOG Kokou Fagla   |

Heartland venceu por 2–1 no placar agregado e avançou para a segunda fase.
| 25 de março de 2012 | AC Léopard | 1 – 2     | CS Sfaxien              | Stade Denis Sassou Nguesso, Dolisie |
| 15:30 UTC+1         | Camara 31' | Relatório | Haddad 10' · Soumah 14' | Árbitro: TAN Waziri Sheha Waziri    |

| 7 de abril de 2012 | CS Sfaxien | 0 – 2     | AC Léopard      | Stade Taïeb Mhiri, Sfax      |
| 17:00 UTC+1        |            | Relatório | Nyamba 43', 78' | Árbitro: MLI Ousmane Karembe |

AC Léopard venceu por 3–2 no placar agregado e avançou para a segunda fase.
| 24 de março de 2012 | LLB Académic     | 1 – 1     | ENPPI       | Prince Louis Rwagasore Stadium, Bujumbura |
| 15:30 UTC+2         | Nasef 59' (g.c.) | Relatório | Mostafa 90' | Árbitro: SEY Bernard Camille              |

| 7 de abril de 2012 | ENPPI                             | 4 – 1     | LLB Académic | Petro Sport Stadium, Cairo         |
| 19:00 UTC+2        | El-Zaher 7' · Raouf 37', 45', 75' | Relatório | Youssef 90'  | Árbitro: ETH Bamlak Tessema Weyesa |

ENPPI venceu por 5–2 no placar agregado e avançou para a segunda fase.
| 25 de março de 2012 | Renaissance FC                   | 3 – 2     | Cercle Olympique de Bamako | Stade Omnisports Idriss Mahamat Ouya, N'Djamena |
| 15:00 UTC+1         | Nadjipang 46' · Lambert 70', 90' | Relatório | Kébé 10' · Keita 66'       | Árbitro: GAB Yves Roponat Mbourou               |

| 6 de abril de 2012 | Cercle Olympique de Bamako  | 3 – 1     | Renaissance FC | Stade 26 mars, Bamako |
| 17:00 UTC+0        | Keita 12' · Diatta 15', 60' | Relatório | Alladjim 35'   |                       |

Cercle Olympique venceu por 5–4 no placar agregado e avançou para a segunda fase.
| 24 de março de 2012 | Invincible Eleven | 0 – 2     | Wydad Casablanca          | Antoinette Tubman Stadium, Monróvia |
| 16:00 UTC+0         |                   | Relatório | Mouithys 68' · Iajour 77' | Árbitro: SLE Raymond Coker          |

| 7 de abril de 2012 | Wydad Casablanca                                    | 4 – 1     | Invincible Eleven | Stade Mohamed V, Casablanca    |
| 17:30 UTC+0        | Iajour 28' · El Amrani 65' · Koné 76' · Houassi 88' | Relatório | Herron 53'        | Árbitro: BFA Boukari Ouédraogo |

Wydad Casablanca venceu por 6–1 no placar agregado e avançou para a segunda fase.
| 25 de março de 2012 | GAMTEL     | 1 – 0     | AS Real Bamako | Independence Stadium, Bakau |
| 16:30 UTC+0         | Suso 90+2' | Relatório |                |                             |

| 9 de abril de 2012 | AS Real Bamako | 3 – 1     | GAMTEL | Stade 26 mars, Bamako       |
| 17:00 UTC+0        |                | Relatório |        | Árbitro: GUI Yakhouba Keita |

AS Real Bamako venceu por 3–2 no placar agregado e avançou para a segunda fase.
| 25 de março de 2012 | TANA         | 2 – 0     | Inter Luanda | Mahamasina Municipal Stadium, Antananarivo |
| 14:30 UTC+3         | Bela 8', 75' | Relatório |              | Árbitro: SWZ Simanga Nhleko                |

| 8 de abril de 2012 | Inter Luanda              | 2 – 0     | TANA | Estádio Joaquim Dinis, Luanda   |
| 15:30 UTC+1        | Joél 44' (pên) · Moco 76' | Relatório |      | Árbitro: CGO Lazard Tsiba Kamba |

|  |       | Penalidades |
|  | 6 – 5 |             |

Placar agregado 2–2.  Inter Luanda venceu nos pênaltis e avançou para a segunda fase.
| 25 de março de 2012 | Hwange            | 1 – 1     | Amal Atbara | Colliery Stadium, Hwange           |
| 15:00 UTC+2         | Chinyengetere 44' | Relatório | Mahbob 7'   | Árbitro: MWI Anthony Ramsy Raphael |

| 8 de abril de 2012 | Amal Atbara | 0 – 0     | Hwange | Stade Al-Amal Atbara, Atbarah       |
| 19:30 UTC+3        |             | Relatório |        | Árbitro: ERI Mensur Maeruf Kherseed |

1–1 no placar agregado. Amal Atbara avançou para a segunda fase pela Regra do gol fora de casa.

## Segunda Fase
Esta fase é composta por 16 equipes que se classificaram da Primeira Fase; Os vencedores classificam-se para o Play-off para Fase de Grupos.
1º Jogo: 27–29 de Abril de 2012; 2º Jogo: 11–13 de Maio de 2012.
| 28 de abril de 2012 | ASEC Mimosas | 1 – 1     | CODM Meknès | Stade Félix Houphouët-Boigny, Abidjan |
| 15:30 UTC+0         | Okou 41'     | Relatório | N'Diaye 60' | Árbitro: RSA Daniel Bennett           |

| 13 de maio de 2012 | CODM Meknès | 0 – 0     | ASEC Mimosas | Stade d'Honneur, Meknes     |
| 18:00 UTC+1        |             | Relatório |              | Árbitro: GHA William Agbovi |

1–1 no placar agregado. CODM Meknès avançou para o Play-off pela Regra do gol fora de casa.
| 29 de abril de 2012 | Warri Wolves                 | 3 – 1     | Black Leopards | Warri Township Stadium, Warri |
| 16:00 UTC+1         | Amutu 25', 47' · Atulewa 55' | Relatório | Monama 20'     | Árbitro: SEN Ousmane Fall     |

| 13 de maio de 2012 | Black Leopards   | 2 – 0     | Warri Wolves | Peter Mokaba Stadium, Polokwane  |
| 15:00 UTC+2        | Nkhatha 25', 67' | Relatório |              | Árbitro: TAN Waziri Sheha Waziri |

3–3 no placar agregado. Black Leopards avançou para o Play-off pela Regra do gol fora de casa.
| 28 de abril de 2012 | Royal Leopards | 0 – 1     | Club Africain | Mavuso Sports Centre, Manzini      |
| 15:30 UTC+2         |                | Relatório | Ndouassel 14' | Árbitro: MWI Anthony Ramsy Raphael |

| 12 de maio de 2012 | Club Africain                              | 4 – 2     | Royal Leopards        | Stade Olympique de Radès, Radès   |
| 16:00 UTC+1        | Ndouassel 15', 54', 62' · Agrebi 69' (pen) | Relatório | Gama 6' · Nxumalo 30' | Árbitro: CMR Mal Souley Mohamadou |

Club Africain venceu por 5–2 no placar agregado e avançou para o Play-off.
| 29 de abril de 2012 | Simba                                | 3 – 0     | Al-Ahli Shendi | Benjamin Mkapa National Stadium, Dar-es-Salaam |
| 16:00 UTC+3         | Moshi 66' · Mafisango 81' · Okwi 90' | Relatório |                | Árbitro: SWZ Simanga Nhleko                    |

| 13 de maio de 2012 | Al-Ahli Shendi             | 3 – 0     | Simba | Shendi Stadium, Shendi              |
| 20:00 UTC+3        | Frid 46', 60' · Subahi 49' | Relatório |       | Árbitro: ERI Mensur Maeruf Kherseed |

|  |       | Penalidades |
|  | 9 – 8 |             |

Placar agregado 3–3. Al-Ahli Shendi venceu nos pênaltis e avançou para o Play-off.
| 29 de abril de 2012 | Heartland                       | 3 – 2     | AC Léopard          | Dan Anyiam Stadium, Owerri           |
| 16:00 UTC+1         | Umar 27' · Ogbu 64' · Okoro 81' | Relatório | Kombo 24' · Dey 71' | Árbitro: MAU Rajindraparsad Seechurn |

| 13 de maio de 2012 | AC Léopard                 | 2 – 1     | Heartland  | Stade Denis Sassou Nguesso, Dolisie |
| 15:30 UTC+1        | Ndey 43' · Mombo 90' (pen) | Relatório | Kabiru 80' | Árbitro: RWA Hudu Munyemana         |

4–4 no placar agregado. AC Léopard avançou para o Play-off pela Regra do gol fora de casa.
| 27 de abril de 2012 | ENPPI                               | 3 – 1     | Cercle Olympique de Bamako | Cairo Military Academy Stadium, Cairo |
| 19:00 UTC+2         | El Halwani 2' · Die Foneye 28', 75' | Relatório | Diarra 77'                 | Árbitro: SUD Badr El Din Abdel Ghadir |

| 13 de maio de 2012 | Cercle Olympique de Bamako   | 3 – 0     | ENPPI | Stade Modibo Kéïta, Bamako       |
| 16:00 UTC+0        | Diarra 58', 70' · Traoré 81' | Relatório |       | Árbitro: TUN Mohamed Ben Hassana |

Cercle Olympique de Bamako venceu por 4–3 no placar agregado e avançou para o Play-off.
| 29 de abril de 2012 | Wydad Casablanca                     | 3 – 0     | AS Real Bamako | Stade Mohamed V, Casablanca     |
| 19:00 UTC+0         | Lakhal 9' · Fettah 53' · Houassi 67' | Relatório |                | Árbitro: GAB Eric Otogo Castane |

| 12 de maio de 2012 | AS Real Bamako | 1 – 0     | Wydad Casablanca | Stade Modibo Kéïta, Bamako    |
| 16:00 UTC+0        | Traoré 72'     | Relatório |                  | Árbitro: NGR Henry Ogunyamodi |

Wydad Casablanca venceu por 3–1 no placar agregado e avançou para o Play-off.
| 29 de abril de 2012 | Inter Luanda                                | 4 – 1     | Amal Atbara | Estádio Joaquim Dinis, Luanda  |
| 17:00 UTC+1         | Moco 31', 53' · Alex 72' · Amari 90' (g.c.) | Relatório | Sayed 34'   | Árbitro: NAM Rainhold Shikongo |

| 13 de maio de 2012 | Amal Atbara | 0 – 2     | Inter Luanda            | Stade Al-Amal Atbara, Atbarah |
| 19:30 UTC+3        |             | Relatório | Kialunda 27' · Paty 73' | Árbitro: CHA Adam Cordier     |

Inter Luanda venceu por 6–1 no placar agregado e avançou para o Play-off.

## Playoff para Fase de Grupos
Esta fase eliminatória conta com 16 equipes: oito equipes que avançaram a partir do segunda rodada e as oito equipes que foram eliminadas na Liga dos Campeões. Em cada eliminatória, o vencedor da segunda fase da Copa das Confederações enfrenta um perdedor da segunda fase da Liga dos Campeões, com a equipe proveniente da Copa das Confederações realizando a segunda partida em casa.
| Classificados na Segunda Fase da Copa das Confederações - Wydad Casablanca - Club Africain - Inter Luanda - CODM Meknès - Black Leopards - Al-Ahli Shendi - AC Léopard - Cercle Olympique de Bamako | Eliminados na Segunda Fase da Liga dos Campeões - Al-Hilal - Maghreb de Fès - Coton Sport - Stade Malien - Al-Merreikh - Dynamos - Djoliba - AFAD Djékanou |

Jogos de ida: 29 de Junho - 1 de Julho de 2012; Jogos de volta: 13–15 de Julho de 2012.
| 30 de junho | Maghreb de Fès  | 1 – 0     | AC Léopard | Estádio Fez, Fes                |
| 20:00 UTC+1 | Abourazzouk 50' | Relatório |            | Árbitro: GUI Aboubacar Bangoura |

| 14 de julho | AC Léopard                        | 2 – 0     | Maghreb de Fès | Estádio Denis Sassou Nguesso, Dolisie     |
| 15:30 UTC+1 | Kombo 40' · Guolelida 110' (pen.) | Relatório |                | Árbitro: ANG Romualdo Do Rasario Baltazar |

AC Léopard venceu por 2–1 no agregado e avançou a Fase de Grupos.
| 29 de junho | Al-Hilal                   | 2 – 0     | Cercle Olympique de Bamako | Estádio de Hilal, Ondurmã    |
| 20:00 UTC+3 | Almadina 22' · Sadomba 66' | Relatório |                            | Árbitro: SEY Bernard Camille |

| 14 de julho | Cercle Olympique de Bamako | 0 – 1     | Al-Hilal     | Estádio Modibo Kéïta, Bamako |
| 16:00 UTC+0 |                            | Relatório | El Tahir 28' | Árbitro: SEN Ousmane Fall    |

Al-Hilal venceu por 3–0 no agregado e avançou a Fase de Grupos.
| 30 de junho | AFAD Djékanou | 0 – 1     | Wydad Casablanca | Estádio Robert Champroux, Abidjan |
| 15:30 UTC+0 |               | Relatório | Lakhal 34'       | Árbitro: ALG Mehdi Abid-Charef    |

| 14 de julho | Wydad Casablanca | 0 – 0     | AFAD Djékanou | Stade Mohamed V, Casablanca |
| 20:00 UTC+1 |                  | Relatório |               | Árbitro: TUN Mohamed Kordi  |

Wydad Casablanca venceu por 1–0 no agregado e avançou a Fase de Grupos.
| 30 de junho | Al-Merreikh                      | 3 – 2     | Black Leopards      | Estádio de Merreikh, Ondurmã |
| UTC+3       | Sheighel 41' · El-Basha 51', 57' | Relatório | Bobe 82' · Zulu 85' | Árbitro: EGY Mahmoud Ashour  |

| 14 de julho | Black Leopards | 0 – 0     | Al-Merreikh | Estádio Ellis Park, Joanesburgo |
| 15:00 UTC+2 |                | Relatório |             | Árbitro: NAM Rainhold Shikongo  |

Al-Merreikh venceu por 3–2 no agregado e avançou a Fase de Grupos.
| 2 de julho  | Djoliba                      | 2 – 0     | Club Africain | Estádio Modibo Kéïta, Bamako  |
| 16:00 UTC+0 | Namal 6' · Abouta 45' (pen.) | Relatório |               | Árbitro: NGR Henry Ogunyamodi |

| 14 de julho | Club Africain                       | 2 – 0     | Djoliba | Stade Olympique de Radès, Radès |
| 19:00 UTC+1 | Agrebi 31' · Massaoued 90+7' (pen.) | Relatório |         | Árbitro: GAB Eric Otogo Castane |

|  |       | Penalidades |
|  | 3 – 4 |             |

Nota: Partida de ida adiada devido as fortes chuvas em Bamako

2–2 no agregado. Djoliba venceu a disputa por pênaltis e avançou a Fase de Grupos.
| 1 de julho  | Dynamos | 0 – 0     | Inter Luanda | Estádio Rufaro, Harare           |
| 15:00 UTC+2 |         | Relatório |              | Árbitro: MAD Hamada Nampiandraza |

| 15 de julho | Inter Luanda | 1 – 0     | Dynamos | Estádio Joaquim Dinis, Luanda |
| 17:00 UTC+1 | Manucho 36'  | Relatório |         | Árbitro: BOT Joshua Bondo     |

Inter Luanda venceu por 1–0 no agregado e avançou a Fase de Grupos.
| 30 de junho | Stade Malien                                       | 3 – 0     | CODM Meknès | Estádio Modibo Kéïta, Bamako |
| 17:00 UTC+0 | Diawara 45+1' · Coulibaly 62' (pen.) · Cissé 90+1' | Relatório |             | Árbitro: TOG Kokou Djaoupe   |

| 14 de julho | CODM Meknès | 1 – 1     | Stade Malien | Stade d'Honneur, Meknes     |
| 21:00 UTC+1 | Semlali 22' | Relatório | Diawara 43'  | Árbitro: MRT Aly Lemghaifry |

Stade Malien venceu por 4–1 no agregado e avançou a Fase de Grupos.
| 1 de julho  | Coton Sport      | 1 – 0     | Al-Ahli Shendi | Estádio Roumdé Adjia, Garoua |
| 15:30 UTC+1 | Bapidi 8' (pen.) | Relatório |                | Árbitro: MLI Ousmane Karembe |

| 15 de julho | Al-Ahli Shendi           | 2 – 0     | Coton Sport | Estádio Shendi, Shendi     |
| 20:00 UTC+3 | Pathero 22' · Yakubu 50' | Relatório |             | Árbitro: ZAM Janny Sikazwe |

Al-Ahli Shendi venceu por 2–1 no agregado e avançou a Fase de Grupos.